# Трудовий (міський округ Звєрево)
Трудовий (рос. Трудовой) — селище у Ростовській області Росії, менший із двох населених пунктів Звєровського міського округу. Населення — 1659 осіб (1 січня 2021 року).
Розташований за 6,5 км від центру міського округу - міста Звєрове.
Складається із трьох вулиць: Садової, Южної і Центральної.

## Інфраструктура
За 10 км від хутора пролягає траса Е115 (М-4), за 9 км - найближча залізнична станція у Звєровому.
Головною установою на хуторі є чоловіча виправна колонія загального режиму на 1883 місця.
Створена у 1930 році як сільськогосподарська установа на базі комуни для чоловіків та жінок. На час Другої світової війни заклад був евакуйований разом із засудженими. Із 1959 року тюрма стала чоловічою.
З часу заснування окрім головної функції виправного закладу колонія займалася виготовленням сільськогосподарської продукції, а з 1975-го - переробкою кам'яного вугілля, швейним виробництвом, столяркою, виготовленням будівельних матеріалів (шлакоблоки, сітка-рабиця, тротуарна плитка). Колонія має власну під'їзну колію.
1. ↑  Численность населения Российской Федерации по муниципальным образованиям на 1 января 2014 года — Федеральна служба державної статистики РФ (рос.)